# Патни (Џорџија)
Патни (енгл. Putney) насељено је место без административног статуса у америчкој савезној држави Џорџија.

## Демографија
По попису из 2010. године број становника је 2.898, што је 100 (-3,3%) становника мање него 2000. године.
| Група             | 2000.         | 2010.         |
| Белци             | 2.049 (68,3%) | 1.464 (50,5%) |
| Афроамериканци    | 885 (29,5%)   | 1.306 (45,1%) |
| Азијати           | 7 (0,2%)      | 12 (0,4%)     |
| Хиспаноамериканци | 30 (1,0%)     | 57 (2,0%)     |
| Укупно            | 2.998         | 2.898         |